# السلام السومري
السلام السومري، (اللاتينية: Pax Sumerica) كانت فترة من السلام السومري الذي وقع خلال سلالة أور الثالثة، أو خلال الإمبراطورية السومرية الجديدة. يعتبر السلام السومري تقليديًا ممتدًا حتى وفاة حمورابي من الإمبراطورية البابلية الأولى.